# Senua’s Saga: Hellblade II
Senua’s Saga: Hellblade II ist ein von Ninja Theory für die Plattformen Windows und Xbox Series X/S entwickeltes Action-Adventure und Nachfolger des im Jahr 2017 erstveröffentlichten Videospiels Hellblade: Senua’s Sacrifice.
Das vom Publisher Xbox Game Studios vermarktete Spiel wurde am 21. Mai 2024 veröffentlicht, für 2025 ist eine Version für die PlayStation 5 geplant.

## Setting und Gameplay
Senua’s Saga: Hellblade II spielt auf Island.
Senua’s Saga: Hellblade II übernimmt die Konzepte und Gameplay-Elemente seines Vorgängers, die Verwendung von Rätseln und Runen sowie den Fokus auf Senuas Geisteszustand. Das Spiel hat ein neues Kampfsystem enthalten, welches als dynamischer und realistischer als das Vorherige beschrieben wird. Wie bereits beim Vorgänger dient die nordische Mythologie als Inspiration für die Erzählung.
Im Gegensatz zum Vorgänger verfügt Senua’s Saga: Hellblade II über unterschiedlichere Gegner und komplexere Kämpfe. Die Hauptinspiration für das Kampfsystem war die Kampfchoreografie aus der Game-of-Thrones-Episode „Battle of the Bastards“ (Staffel 6, Ep. 9).
Die Spieldauer beträgt etwa sieben Stunden, einschließlich zwei Stunden Zwischensequenzen.

## Produktion
Im Jahr 2019 gab Entwickler Ninja Theory mit der Veröffentlichung eines Werbetrailers die Produktion der Fortsetzung von Hellblade: Senua’s Sacrifice bekannt.
Nach der Veröffentlichung des ersten Teils hatte Tameem Antoniades (Mitbegründer und Kreativdirektor von Ninja Theory) vor, Island zu bereisen. Er war von der Schönheit des Ortes so beeindruckt, dass sie ihn dazu inspirierte, Island als Hauptschauplatz für das Spiel zu wählen. Um die Spielwelt zu modellieren bzw. eine isländische Landschaft aus dem 9. Jahrhundert zu rekonstruieren, griffen die Entwickler auf Satellitendaten zurück.
Ninja Theory erklärte im Juni 2021 in einem Entwicklungsupdate, dass es „echte Kostüme baue und sie einscanne“. Das Unternehmen berichtete wenige Monate später über diese Photogrammetrie-Bemühungen. Beim Kostümdesign (Kosmetika und Kleidung) wurde auf Materialien zurückgegriffen, die im 9. Jahrhundert benutzt wurden. Im Oktober 2021 gab Ninja Theory einen Einblick in ihre Grafikdesignproduktion.
Im Dezember 2021 wurde anlässlich von The Game Awards ein zweiter Werbetrailer veröffentlicht.

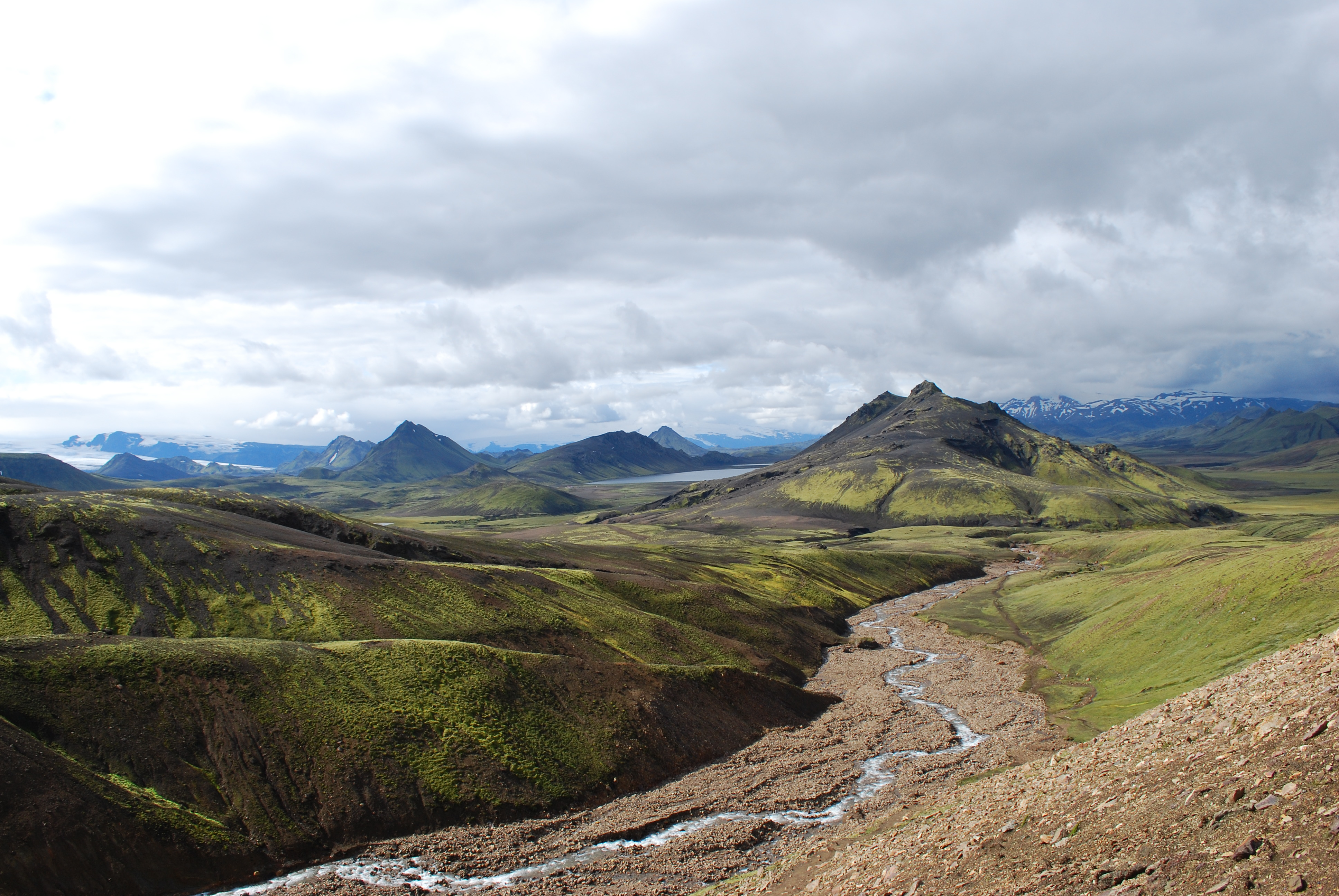
Island ist Handlungsort des Spiels

Im Februar 2022 berichtete der Mitbegründer von Ninja Theory und Kreativdirektor Tameem Antoniades, dass Senua’s Saga: Hellblade II sowohl vom Umfang als auch vom Budget her das größte Videospielprojekt von Ninja Theory ist. Designer Juan Fernández wies im Jahr 2022 darauf hin, dass weniger als 20 Personen an der Entwicklung des Vorgängerspiels gearbeitet hätten und Ninja Theory für die Produktion des Nachfolgers seine Mitarbeiteranzahl erhöht habe. Antoniades dagegen verließ Ninja Theory noch während der Entwicklung von Senua’s Saga: Hellblade II. Nach seinem Weggang übernahmen David Garcia (Sounddirector), Mark Slater-Tunstill und Dan Attwell (Director of Environment Art) die Projektleitung. Dan Attwell sagte, dass die Regietechniken von Robert Eggers, insbesondere sein Engagement für historische Authentizität, Inspiration waren. Die Macher der Fortsetzung wollten den Schwerpunkt von der Darstellung von Senuas innerem Kampf gegen den Wahnsinn auf ihre Interaktion mit der Außenwelt verlagern. Um die Psychose bei Senua genau darzustellen, konsultierten sie erneut Paul Fletcher (Professor an der University of Cambridge) und Personen, die an der Störung litten.
Um Senuas Charakter noch besser zu verkörpern, studierte Hauptdarstellerin Melina Jürgens Kampfkunst und Fechttechniken. Darüber hinaus absolvierten Motion-Capture-Darsteller eine militärische Ausbildung, um Bewegungen von Senuas Feinden besser nachzuahmen. Das Motion-Capturing nahm 75 Drehtage in Anspruch. Ninja Theory arbeitete dabei erneut mit 3Lateral einer Tochtergesellschaft von Epic Games, die sich auf die Digitalisierung von Motion Capture spezialisierte, zusammen. Im Gegensatz zum Vorgänger, der mit der von Epic Games entwickelten Unreal Engine 4 entwickelt wurde, basiert Senua’s Saga: Hellblade II auf der Unreal Engine 5. Das Studio nutzte für die Gesichtsanimationen das MetaHuman-Framework von Epic Games. Darüber hinaus arbeitete Ninja Theory mit Ziva Dynamics (einem auf visuelle Effekte spezialisierten Unternehmen) und Altered AI, das mithilfe künstlicher Intelligenz Voice-Overs erstellt, zusammen. Die Technologie von Altered AI wurde insbesondere in den frühen Entwicklungsstadien zur Tonsimulation eingesetzt. Abby Greenland und Helen Golan schlüpften erneut in die Rolle der Furien – Stimmen, die Senua hört. Das Studio arbeitete bei der Entwicklung des Soundtracks mit der Band Heilung zusammen.
Im Juni 2023 gab Ninja Theory 2024 als Veröffentlichungsjahr von Hellblade II bekannt und veröffentlichte einen weiteren Werbetrailer. Im Dezember 2023 wurde ein vierter Trailer veröffentlicht.
Im Januar 2024 wurde als Veröffentlichungsdatum der 21. Mai 2024 angegeben. Einen Tag vor der Veröffentlichung wurde ein fünfter Trailer veröffentlicht.

## Bewertung und Auszeichnungen
Kritiker lobten die Inszenierung mitunter als ein „bombastisches Wikingergemetzel“, bemängelten jedoch das Gameplay.
Bei den Game Awards 2024 gewann das Spiel in zwei Kategorien; beste Audiogestaltung und dank der deutschen Darstellerin Melina Jürgens in der Kategorie Beste schauspielerische Leistung.